# Himacerus boops
Himacerus boops ist eine Wanzenart aus der Familie der Sichelwanzen (Nabidae).

## Merkmale
Die Wanzen werden 6,2 bis 7,3 Millimeter lang. Die Art ist anhand ihrer in der Regel verkürzten (brachypteren) Flügel, den großen Facettenaugen und den drei dunklen Längsstreifen am Pronotum leicht zu bestimmen. Wie auch Himacerus major besitzt die Art eine breite, schwarze Binde an der Spitze der Schenkel (Femora) der Hinterbeine, ihr fehlen jedoch anders als bei der ähnlichen Art die Flecke etwas unterhalb der Binde auf den Schenkeln. Sehr selten treten Weibchen mit voll entwickelten (makropteren) Flügeln auf. Makroptere Männchen existieren vermutlich nicht.

## Vorkommen und Lebensraum
Die Art ist vom Süden Skandinaviens und dem Süden der Britischen Inseln über West- und Mitteleuropa und östlich bis nach Sibirien und in die Kaspische Region verbreitet. Sie fehlt im Großteil des Mittelmeerraums. In Deutschland ist sie etwa nördlich der Mainlinie häufiger und im Norden nicht selten. Im Süden ist sie nur vereinzelt nachgewiesen. In Österreich ist die Art sehr selten und nur aus dem Osten (Niederösterreich und Burgenland) bekannt.
Besiedelt werden viele verschiedene Lebensräume ohne Bewuchs von Gehölzen. Sie treten etwa im Norden Deutschlands in feuchten Lebensräumen, wie Feuchtwiesen, extensiv genutzten Viehweiden und Brachland, in mäßig trockenen Calluna-Beständen und auch in trocken-warmen, sandigen Lebensräumen mit kargem Bewuchs, wie Sandlebensräumen mit Dünencharakter oder auf Kalkmagerrasen und auch in vom Salz beeinflussten Lebensräumen nahe der Küste oder im Binnenland auf. In den Mittelgebirgen sind sie bis über 800 Meter Seehöhe nachgewiesen.

## Lebensweise
Sowohl die Nymphen, als auch die Imagines von Himacerus boops leben am Boden und klettern nur selten an Gräsern hoch. Sie sind vor allem nachtaktiv und halten sich dann auch in den höheren Bereichen der Krautschicht auf. Die Überwinterung erfolgt als Ei. Diese werden von den Weibchen in Grashalme eingestochen. Die Nymphen treten von Mai bis Ende Juli auf, die Adulten ab Anfang Juli, unter günstigen Bedingungen auch schon ab Mitte Juni. Die Paarung kann bis weit in den Herbst hinein beobachtet werden. Bis in den November können einzelne adulte Wanzen beobachtet werden.

## Taxonomie
Die Art gehört zur Untergattung Stalia Reuter, die von einigen Bearbeitern als Gattung akzeptiert wird, die Art wird dann mit dem Synonym Stalia boops bezeichnet.

## Belege